# Labets-Biscay
Labets-Biscay (Labetze-Bizkai en euskera) es una comuna del territorio histórico de la Baja Navarra en el País Vasco. Pertenece al departamento de Pirineos Atlánticos que se encuentra dentro de la región francesa de Aquitania.
El topónimo Labets fue mencionado por primera vez en el año 1120 con el nombre de Labedz, mientras que Biscay fue nombrado por primera vez en 1268.

## Demografía
| Gráfica de evolución demográfica de Labets-Biscay entre 1800 y 2012 |
|                                                                     |

El resultado del año 1800 es la suma final de todos los datos parciales obtenidos antes de la creación de la comuna (12 de mayo de 1841).
Fuentes: Ldh/EHESS/Cassini e INSEE.